# Ombre climatique
L'ombre climatique est un indicateur qui prend en compte l'influence du comportement d'une personne, ou d'un groupe, sur un groupe plus important, en ce qui concerne le changement climatique. Il vise à compléter l'empreinte carbone en analysant le comportement non quantifiable ou difficilement quantifiable d'un individu. Ce concept est inventé par la journaliste anglaise Emma Pattee en 2021.
L'ombre climatique prend en compte des paramètres variés tels que le lieu de travail d'une personne, son engagement professionnel, son choix d'un établissement bancaire, son discours écologique ou son vote politique.

## Définition et création
En 2021, la journaliste Emma Pattee imagine le concept d'ombre climatique (« climate shadow ») après avoir discuté avec Katharine Hayhoe, cette dernière s'étant rendu compte que son empreinte carbone dépendait très majoritairement des trajets en avions qu'elle effectuait pour apporter de l'information à propos de la crise climatique. Toutefois, elle mettait en balance les actions concrètes mises en place par ses auditeurs, qui compensaient largement le bilan carbone négatif de ses déplacements.
Le concept est parfois repris sous le nom d'« ombre carbone » (en anglais, « carbon shadow »),.

## Utilisation
La principale fonction du concept d'ombre climatique est ainsi d'essayer de prendre en compte des actions de transition écologique à fort impact, mais non mesurables. C'est une prise en compte de l'influence du comportement d'une personne, ou d'un groupe, sur un groupe plus important, amenant ainsi des changements plus systémiques, par exemple à l'échelle d'un établissement, d'une entreprise, d'une collectivité, d'un État,,.
Une fonction connexe du concept d'ombre climatique est de prendre en compte non pas en priorité des efforts individuels, mais les efforts produits par une société tout entière. Selon Katharine Hayhoe, le concept d'ombre climatique permet ainsi d'envisager le changement à l'échelle collective, ce qui rend chaque effort individuel plus encourageant, voire replace les efforts au cœur de l'identité individuelle au lieu de s'y opposer. Pour ses promoteurs, l'ombre climatique est une manière de s'extraire d'une façon de pensée individualiste, notamment promue par certaines entreprises pétrolières, où tous les efforts de transition reposent sur les choix individuels. L'ombre climatique substitue à cela une priorisation de changements plus structurels engageant la société,,.
Un argument généralement utilisé par les promoteurs du concept d'ombre climatique est que les militants environnementaux les plus connus auraient eu un impact beaucoup plus faible sur le changement climatique s'ils s'étaient employés en priorité à réduire leur empreinte carbone plutôt qu'à promouvoir un changement structurel global.

## Calcul
Emma Pattee propose de répartir l'ombre climatique sur trois critères : la consommation, les choix et l'attention. La consommation comprend les achats, mais aussi le mode de vie, comprenant l'usage du logement, d'Internet, des réseaux sociaux, ainsi que tous les aspects déjà comptabilisés dans l'empreinte carbone. Les choix, quant à eux, concernent la manière de gérer son argent, l'emploi choisi, l'impact de cet emploi, le nombre d'enfants d'un couple, le nombre d'animaux domestiques. Enfin, l'attention est le critère le moins quantifiable : elle tente d'évaluer la part d'attention consacrée à la crise climatique, et sa traduction en actions ou en discours.

## Pertinence et limites
L'ombre climatique propose une approche holistique pour évaluer l'impact climatique d'un individu. Elle se distingue de l'empreinte carbone traditionnelle en incluant des aspects souvent non quantifiables de nos actions et décisions. Ce concept englobe non seulement les consommations énergétiques directes, mais aussi des éléments plus subjectifs tels que le vote, l'activisme et les décisions personnelles comme le nombre d'enfants. Il cherche à mettre en lumière l'influence étendue qu'une personne peut avoir sur le climat au-delà de ses émissions de CO2 mesurables.
Cette approche permet d'aborder des dimensions souvent négligées dans les discussions sur le changement climatique, comme l'éthique, l'exemplarité, et l'influence sociale. Elle reconnaît l'importance des actions individuelles dans un contexte plus large, soulignant que notre impact sur le climat n'est pas seulement une question de consommation matérielle, mais aussi de choix et de comportements quotidiens.